# Лучицы (Гомельская область)
Лучицы (бел. Лучыцы) — деревня, центр Лучицкого сельсовета Петриковского района Гомельской области Белоруссии.

## География

### Расположение
В 59 км на северо-восток от Петрикова, 38 км от железнодорожной станции Птичь (на линии Лунинец — Калинковичи), 201 км от Гомеля.

### Гидрография
На реке Птичь (приток реки Припять).

## Транспортная сеть
Транспортные связи по просёлочной, затем автомобильной дороге Новосёлки — Копаткевичи. Планировка состоит из прямолинейной улицы, ориентированной с юго-запада на северо-восток, к которой с запада и юга присоединяются 2 короткие прямолинейные улицы, с севера — длинная прямолинейная улица близкая к меридиональной ориентации. Застройка двусторонняя, преимущественно деревянная, усадебного типа.

## История
Обнаруженный археологами курганный могильник (4 насыпи, в 0,4 км на север от деревни, на кладбище) свидетельствует о заселении этих мест с давних времён. Найдены артефакты относящиеся к III веку до н. э.
По письменным источникам известна с XVI века как деревня Лучичи, в Мозырском повете Минского воеводства Великого княжества Литовского. В 1548 году жители жаловались королеве Боне на большие поборы, что ввёл её Рогачёвский управляющий. Под 1567 год обозначена в метрике короля Сигизмунда II Августа как селение в Мозырской волости, переданное во владение Ю. Д. Кашкарову. Действовала Свято-Николаевская церковь (в ней хранились метрические книги с 1739 года), в 1795 году вместо устаревшего построено новое деревянное здание церкви. C начала XVIII века принадлежало Еленским. В 1762 году поместье Лучицкое переходит к Феликсу Еленскому. Согласно законодательному акту 1768 года, благодаря особым заслугам земских сановников: Рафала, Гераона и Константина Еленских, было установлено право вечного владения Лучицами вместе с деревнями Хвойня, Кошевичи и Копаткевичи. В то же время юридический акт 1775 года подтвердил эту торжественную передачу.
После 2-го раздела Речи Посполитой (1793 год) в составе Российской империи. По ревизским материалам 1816 года центр поместья, в состав которого входили 7 населённых пунктов. В 1862 году открыта школа, которая размещалась в наёмном крестьянском доме, в начале 1920-х годов ей передано национализированное здание. Обозначена на карте 1866 года, которая использовалась Западной мелиоративной экспедицией, работавшей в этих местах в 1890-е годы. 
Наполеон Феликсович Еленский славился здесь своей общественной добродетелью и добротой к простому народу, однако, потеряв право владения деревней, он был вынужден эмигрировать за границу в Австро-Венгрию. Умирая в городе Цеплице в 1883 году, он завещал 23 000 рейнских злотых  на стипендию для учащихся сельскохозяйственного училища в Чернихове под Краковом, в размере 200 рейнских злотых, но  при условии, что приоритет перед другими кандидатами на стипендию должны иметь дети его бывших подданных из деревень Лучицы, Кошевичи и Хвойни. Вторая половина завещанного капитала предназначалась для строительства новой сельской школы в Лучицах.
В 1868 году имение приобрел помещик Шахов. В 1876 году он владел здесь 17 832 десятинами земли, трактиром, мельницей и сукновальней. Действовала паромная переправа через реку Птичь и временная пристань. В 1879 году имение перешло во владение помещичьего рода Аскерко.  В 1884 году работали церковь, школа. Была центром волости, в которую входили 4 селения с 163 дворами. Согласно переписи 1897 года действовали: в селе хлебозапасный магазин, лавка, трактир и в фольварке винокурня, ветряная мельница), почтовое отделение. В начале XX века на юго-запад от деревни был заложен парк (около 5 га) и построена усадьба (не сохранилась).
В 1905 году описывалось, что в летнее время Лучицы и соседние Копцевичи служили временной пристанями с которых отправляли лес и различные лесоматериалы.
В начале XX века помещик Кеневич открыл винокурный завод «Вильсон».
В результате погрома, учинённого 23 октября 1920 года легионерами С. Н. Булак-Балаховича, погибли 28 жителей.
С 20 августа 1924 года центр Лучицкого сельсовета Копаткевичского, с 8 июля 1931 года Петриковского, с 12 февраля 1935 года Копаткевичского, с 25 декабря 1962 года Петриковского районов Мозырского (до 26 июля 1930 года и с 21 июня 1935 года по 20 февраля 1938 года) округа, с 20 февраля 1938 года Полесской, с 8 января 1954 года Гомельской областей.
Действовал совхоз (145 га земли). В 1930 году организован колхоз, работали кирпичный завод (с 1931 года), маслобойня, паровая мельница. Во время Великой Отечественной войны в созданном оккупантами лагере содержались 130 детей, которых использовали в качества доноров. Партизаны разгромили располагавшийся в деревне немецкий гарнизон. Каратели частично сожгли деревню и убили 24 жителей. 87 жителей погибли на фронте. Согласно переписи 1959 года центр колхоза «Путь к коммунизму». Работают средняя школа, школа-общежитие для детей с физическими недостатками, детский сад, Дом культуры, библиотека, амбулатория, аптека, швейная мастерская, отделение связи, 3 магазина.
В состав Лучицкого сельсовета до 1974 года входила деревня Евсеевичи (в настоящее время не существует).

## Население

### Численность
- 2004 год — 247 хозяйств, 582 жителя.

### Динамика
- 1795 год — 41 двор.
- 1816 год — 310 жителей.
- 1834 год — 50 дворов, 247 жителей.
- 1884 год — 61 двор, 435 жителей.
- 1897 год — в селе 119 дворов, 733 жителя; в фольварке 2 двора, 23 жителя (согласно переписи).
- 1908 год — 142 двора, 853 жителя.
- 1917 год — 1111 жителей.
- 1921 год — 230 дворов, 1188 жителей.
- 1959 год — 1178 жителей (согласно переписи).
- 2004 год — 247 хозяйств, 582 жителя.

## Известные уроженцы
- И. П. Азёмша — белорусский сказочник: из 80 произведений, помещённых в сборнике А. К. Сержпутовского «Сказки и повествования беларусов-полешуков», 32 записаны от него.
- Наполеон Феликсович Еленский — белорусский общественный деятель